# Adenolobus garipensis
Adenolobus garipensis là một loài thực vật có hoa trong họ Đậu. Loài này được (E.Mey.) Torre & Hillc. miêu tả khoa học đầu tiên.